# Tir réduit

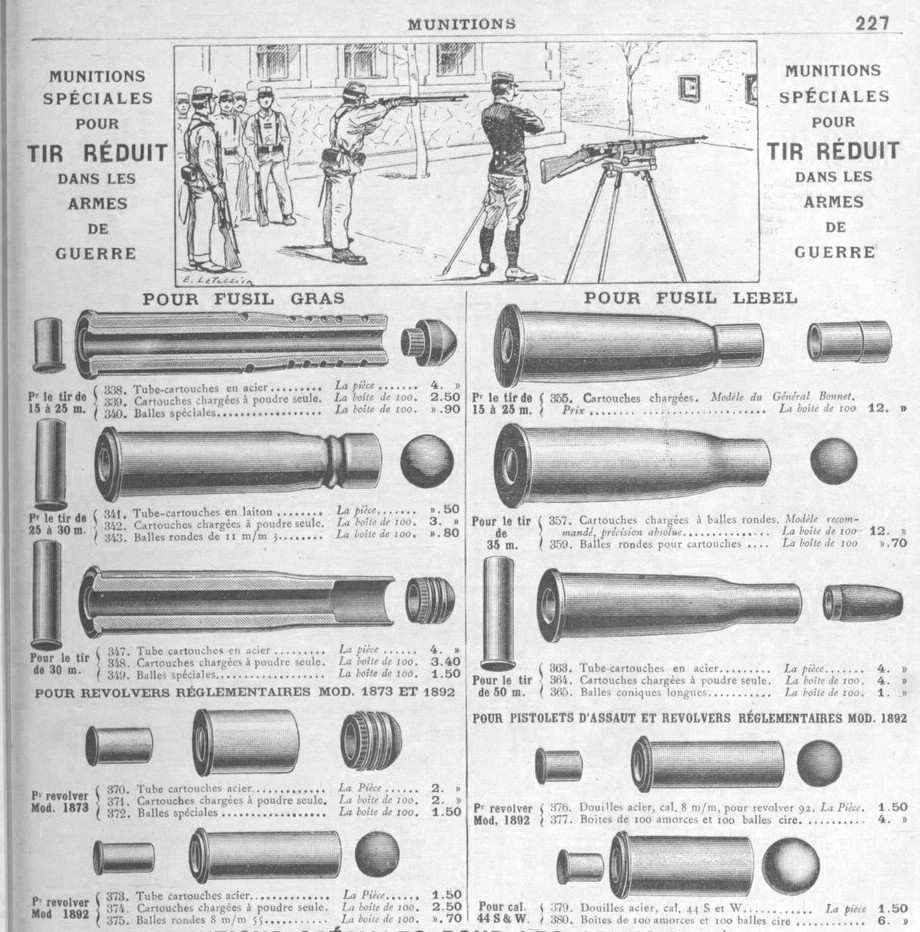
Cartouches pour le tir réduit de Manufacture Nationale d'Armes de Saint-Étienne

Le tir réduit ou tir réduit militaire est l'emploi d'une arme à feu chargée avec des munitions d'une puissance inférieure à celles d'usage ordinaire, généralement dans le cadre d'un entraînement militaire ou d'une initiation au tir sportif.
On utilise des cartouches contenant une charge de poudre réduite, ou des répliques d'armes de calibre inférieur à celui d'origine, ou des versions modifiées utilisant des « fausses » cartouches servant d'adaptateur dans lesquelles sont chargées des cartouches de plus petit calibre.
L'intérêt du tir réduit est de rendre l'entrainement plus économique et de diminuer les contraintes subies par le tireur. Il offre en effet l'avantage de réduire l'appréhension du tir chez les recrues et les débutants en réduisant la force du recul tout en conservant l'apparence, les caractéristiques mécaniques et le poids des armes d'origines.